# Platja de La Polea
La petita Platja de la Polea, que no s'ha de confondre amb la Platja de Las Poleas, propera a Tàpia de Casariego, és una platja situada en l'occident del Principat d'Astúries (Espanya), en el concejo de Valdés i pertany a la localitat de Barcia. La platja és rectilínia, té una longitud d'uns 250 m i una amplària mitjana d'uns 25-30 m. El seu entorn és rural, amb un grau d'urbanització mitjà i una perillositat alta. L'accés rodat és molt fàcil i inferior a uns cinc-cents m. El jaç és de palets i sorra de gra fosc i gruixos. El seu grau d'utilització és escàs.
Per arribar a la platja cal desviar-se en la carretera N 634 i agafar la recta que porta a Barcia. Una vegada sobrepassat el primer hotel cal girar a la dreta en direcció a La Rampla. Una vegada passat el poble i l'església, hi ha un camí cap a l'esquerra que acaba en un prat; 200 m més endavant s'albiren uns eucaliptus que cal deixar a la dreta i poc més endavant s'arriba als penya-segats que voregen la platja. Una mica més cap a l'oest està la cala «La Entrada», de característiques molt similars a la de La Polea.
Les activitats recomanades són la pesca recreativa a canya i submarina així com la fotografia per la bellesa dels paisatges de l'entorn. Al poble proper de «Barcellina» hi ha diverses «cases de indianos» que mereixen visitar-se. És molt convenient prendre moltes precaucions en apropar-se als penya-segats, ja que, a causa de la vegatación, no s'aprecia fàcilment on comencen.